# カトリック高野教会
カトリック高野教会（カトリックたかのきょうかい）は、京都市左京区にあるカトリック教会および教会堂。

## 沿革
1938年、カトリック京都教区初代教区長でメリノール宣教会司祭のパトリック・バーンによって下鴨に創立された。教会名は高野川沿いの高野に由来する。バーンは初代主任司祭に就任した。高野に居住する朝鮮人キリスト教徒の司牧にあたる。1940年、聖堂兼司祭館が建立されるが、母国アメリカが敵国となり、バーンは教会に軟禁生活を余儀なくされる。日本の敗戦により解放され、その復興に携わったのち、韓国教皇使節に就任、1950年、北朝鮮に捕らえられ、下昌里（現・北朝鮮北部）で死去した。1948年、聖堂・第1伝道館建立。1977年、第2伝道館建立。1978年、受付棟建立。

## 所在地
- 〒606-0866 京都府京都市左京区下鴨東森ケ前町7